# Боровик Олеся Миколаївна
Олеся Миколаївна Боровик — українська журналістка, редакторка, ведуча. Кавалерка ордена «За заслуги» III ступеня (2022).

## Життєпис
За освітою юрист і вчитель німецької мови.
Працювала редакторкою новин на Сумській обласній ТРК (до 2014), головною редакторкою газети «Вперед» (до 2019), від 2020 — власна кореспондентка ТРК «Україна» у Сумській області.
У ході російського вторгнення в Україну 2022 року робила репортажі під час обстрілів міста Суми, з першими рятувальниками і волонтерами була в Охтирці, знімала розмінування Тростянця. Також була ведучою виїзної студії марафону «Єдині новини».

## Нагороди
- орден «За заслуги» III ступеня (6 червня 2022) — за вагомий особистий внесок у розвиток вітчизняної журналістики та інформаційної сфери, мужність і самовідданість, виявлені під час висвітлення подій повномасштабного вторгнення Російської Федерації на територію України, багаторічну сумлінну працю та високу професійну майстерність[2].
- іменний наручний годинник Кабінету Міністрів України (6 червня 2022).